# Allsvenskan 2022
La temporada 2022 fue la 98.ª edición de la Allsvenskan, la máxima categoría del fútbol de Suecia desde su creación en 1924. La temporada comenzó el 2 de abril y finalizó el 6 de noviembre. El campeón defensor fue Malmö FF, mientras que Häcken consiguió por primera vez en su historia un título en la Primera División de Suecia.

## Formato
Los 16 equipos participantes jugaron entre sí todos contra todos dos veces totalizando 30 partidos cada uno, al término de la fecha 30, el primer clasificado se coronó campeón de la liga y obtuvo un cupo para la primera ronda de la Liga de Campeones 2023-24, mientras que el subcampeón y el tercero obtuvieron un cupo para la primera ronda de la Liga Europa Conferencia 2023-24, por otro lado, el décimo cuarto clasificado jugó el play-offs por la permanencia contra el tercero de la Superettan 2022, mientras que los dos últimos descendieron a la Superettan 2023.
Un tercer cupo para la primera ronda de la Liga Europa Conferencia 2023-24 fue asignado al campeón de la Copa de Suecia.

## Ascensos y descensos
| Pos. | Descendidos de la Allsvenskan 2021 |
| ---- | ---------------------------------- |
| 14.º | Halmstads                          |
| 15.º | Örebro SK                          |
| 16.º | Östersunds FK                      |

| Pos. | Ascendidos de la Superettan 2021 |
| ---- | -------------------------------- |
| 1.º  | IFK Värnamo                      |
| 2.º  | GIF Sundsvall                    |
| 3.º  | Helsingborgs                     |

## Información de los equipos
Participaron 16 clubes, 14 de la temporada anterior y 2 ascendidos de la Superettan 2021.
| Club           | Ciudad      | Estadio              | Capacidad |
| -------------- | ----------- | -------------------- | --------- |
| AIK            | Estocolmo   | Friends Arena        | 50 000    |
| Degerfors      | Degerfors   | Stora Valla          | 12 500    |
| Djurgårdens    | Estocolmo   | Tele2 Arena          | 30 000    |
| Elfsborg       | Borås       | Borås Arena          | 16 899    |
| Häcken         | Gotemburgo  | Bravida Arena        | 6500      |
| Hammarby       | Estocolmo   | Tele2 Arena          | 30 000    |
| Helsingborgs   | Helsingborg | Estadio Olympia      | 16 500    |
| IFK Göteborg   | Gotemburgo  | Gamla Ullevi         | 18 600    |
| IFK Norrköping | Norrköping  | Nya Parken           | 15 734    |
| Kalmar         | Kalmar      | Guldfågeln Arena     | 12 000    |
| Malmö          | Malmö       | Swedbank Stadion     | 22 500    |
| Mjällby        | Hällevik    | Estadio Strandvallen | 7500      |
| Sirius         | Uppsala     | Studenternas IP      | 6300      |
| GIF Sundsvall  | Sundsvall   | NP3 Arena            | 7700      |
| Varbergs BoIS  | Varberg     | Påskbergsvallen      | 4500      |
| IFK Värnamo    | Värnamo     | Finnvedsvallen       | 5000      |

## Desarrollo

### Tabla de posiciones
Actualizado el 6 de noviembre de 2022.
| Pos. | Equipo              | Pts. | PJ | G  | E  | P  | GF | GC | Dif. | Clasificación o descenso                    |
| ---- | ------------------- | ---- | -- | -- | -- | -- | -- | -- | ---- | ------------------------------------------- |
| 1    | BK Häcken (C)       | 64   | 30 | 18 | 10 | 2  | 69 | 37 | +32  | Primera ronda de la Liga de Campeones       |
| 2    | Djurgårdens IF      | 57   | 30 | 17 | 6  | 7  | 55 | 25 | +30  | Segunda ronda de la Liga Europa Conferencia |
| 3    | Hammarby IF         | 56   | 30 | 16 | 8  | 6  | 60 | 27 | +33  | Segunda ronda de la Liga Europa Conferencia |
| 4    | Kalmar FF           | 51   | 30 | 15 | 6  | 9  | 41 | 27 | +14  | Segunda ronda de la Liga Europa Conferencia |
| 5    | AIK                 | 50   | 30 | 14 | 8  | 8  | 45 | 36 | +9   |                                             |
| 6    | IF Elfsborg         | 49   | 30 | 13 | 10 | 7  | 55 | 35 | +20  |                                             |
| 7    | Malmö FF            | 46   | 30 | 13 | 7  | 10 | 44 | 34 | +10  |                                             |
| 8    | IFK Göteborg        | 45   | 30 | 14 | 3  | 13 | 42 | 39 | +3   |                                             |
| 9    | Mjällby AIF         | 43   | 30 | 11 | 10 | 9  | 33 | 33 | 0    |                                             |
| 10   | IFK Värnamo         | 37   | 30 | 9  | 10 | 11 | 34 | 47 | −13  |                                             |
| 11   | IK Sirius           | 35   | 30 | 9  | 8  | 13 | 31 | 42 | −11  |                                             |
| 12   | IFK Norrköping      | 34   | 30 | 8  | 10 | 12 | 40 | 42 | −2   |                                             |
| 13   | Degerfors IF        | 31   | 30 | 7  | 10 | 13 | 32 | 49 | −17  |                                             |
| 14   | Varbergs BoIS       | 31   | 30 | 8  | 7  | 15 | 31 | 57 | −26  | Promoción por la permanencia                |
| 15   | Helsingborgs IF (D) | 17   | 30 | 4  | 5  | 21 | 22 | 52 | −30  | Descenso a Superettan                       |
| 16   | GIF Sundsvall (D)   | 14   | 30 | 4  | 2  | 24 | 28 | 80 | −52  | Descenso a Superettan                       |

 Fuente: svenskfotboll.se (en sueco)
Criterios de clasificación: 1) Puntos; 2) Gol diferencia; 3) Goles anotados; 4) Puntos en partidos directos; 5) Gol diferencia en partidos directos; 6) Goles de visitante en partidos directos; 7) Play-off
(Nota: Play-off es jugado solo si se necesita definir al campeón, descensos o cupos en competiciones UEFA y será jugado en cancha neutral).

### Resultados
| Local \ Visitante | AIK | BKH | DEG | DIF | GIFS | HAM | HIF | IFE | IFKG | IFKN | IFKV | IKS | KFF | MFF | MAIF | VAR |
| ----------------- | --- | --- | --- | --- | ---- | --- | --- | --- | ---- | ---- | ---- | --- | --- | --- | ---- | --- |
| AIK               |     | 1–2 | 1–1 | 1–0 | 4–0  | 2–2 | 2–0 | 0–1 | 1–0  | 1–0  | 2–2  | 2–2 | 1–0 | 2–0 | 0–1  | 1–0 |
| BK Häcken         | 4–2 |     | 2–2 | 1–2 | 4–1  | 1–1 | 5–0 | 1–1 | 0–2  | 3–3  | 4–1  | 4–3 | 3–1 | 2–1 | 1–0  | 3–1 |
| Degerfors IF      | 1–1 | 1–2 |     | 3–0 | 3–1  | 0–1 | 2–1 | 0–6 | 3–1  | 1–1  | 0–0  | 0–0 | 2–1 | 0–2 | 0–0  | 1–1 |
| Djurgårdens IF    | 1–2 | 0–1 | 3–1 |     | 4–0  | 1–0 | 2–2 | 2–1 | 3–0  | 2–1  | 5–0  | 4–0 | 3–2 | 4–0 | 0–1  | 4–0 |
| GIF Sundsvall     | 0–2 | 1–5 | 2–3 | 2–5 |      | 1–5 | 1–2 | 0–2 | 3–2  | 1–3  | 1–2  | 2–3 | 1–0 | 2–1 | 2–0  | 1–3 |
| Hammarby          | 3–3 | 2–2 | 5–1 | 0–0 | 3–0  |     | 2–1 | 3–0 | 3–0  | 3–0  | 1–2  | 1–1 | 4–2 | 0–0 | 2–0  | 5–1 |
| Helsingborgs IF   | 1–2 | 1–1 | 1–2 | 0–2 | 1–0  | 0–2 |     | 1–0 | 0–1  | 0–1  | 1–4  | 0–0 | 1–1 | 1–2 | 0–1  | 1–3 |
| IF Elfsborg       | 2–2 | 4–4 | 1–1 | 0–0 | 3–1  | 2–1 | 3–0 |     | 3–1  | 1–1  | 4–1  | 3–0 | 0–2 | 3–2 | 0–2  | 4–1 |
| IFK Göteborg      | 1–0 | 0–4 | 2–0 | 1–1 | 2–0  | 0–1 | 1–3 | 1–3 |      | 2–0  | 2–1  | 2–0 | 1–2 | 2–1 | 1–1  | 1–1 |
| IFK Norrköping    | 2–4 | 1–1 | 2–0 | 0–1 | 5–1  | 4–1 | 2–0 | 2–2 | 0–2  |      | 2–0  | 0–1 | 2–2 | 0–2 | 2–2  | 0–1 |
| IFK Värnamo       | 2–3 | 1–2 | 2–0 | 0–0 | 1–1  | 1–0 | 3–2 | 1–1 | 1–4  | 1–1  |      | 0–0 | 1–3 | 0–0 | 2–1  | 1–0 |
| IK Sirius         | 1–1 | 0–1 | 2–0 | 0–1 | 2–1  | 0–3 | 1–0 | 2–0 | 1–2  | 2–0  | 2–3  |     | 0–0 | 2–1 | 0–1  | 2–3 |
| Kalmar FF         | 1–0 | 1–1 | 2–0 | 1–0 | 4–0  | 2–0 | 2–0 | 1–0 | 1–0  | 1–2  | 1–0  | 1–1 |     | 0–1 | 1–2  | 1–0 |
| Malmö FF          | 3–0 | 1–2 | 2–2 | 2–3 | 3–1  | 0–0 | 2–1 | 1–1 | 1–0  | 2–1  | 0–0  | 3–1 | 0–1 |     | 2–0  | 3–0 |
| Mjällby AIF       | 1–2 | 1–2 | 2–1 | 1–0 | 1–1  | 0–3 | 2–1 | 1–1 | 1–4  | 1–1  | 1–1  | 3–0 | 1–1 | 1–1 |      | 4–1 |
| Varbergs BoIS     | 2–0 | 2–1 | 2–1 | 2–2 | 2–0  | 0–3 | 0–0 | 0–3 | 0–4  | 1–1  | 3–0  | 0–2 | 0–3 | 2–5 | 0–0  |     |

## Play-off por la permanencia
El equipo ubicado en el 14.° puesto de la Allsvenskan, Varbergs, se enfrentó al equipo que terminó en tercer lugar de la Superettan 2022, Östers, en un play-off ida y vuelta, con el equipo de la Allsvenskan finalizando la llave de local.
| Ida; 10 de noviembre | Östers       | 1 – 2   | Varbergs         | Visma Arena, Växjö         |                            |
| 19:00 (UTC+1)        | Varmanen 21' | Reporte | Simović 41', 46' | Árbitro(s): Andreas Ekberg | Árbitro(s): Andreas Ekberg |

| Vuelta; 13 de noviembre | Varbergs                      | 2 – 1 (Global 4 – 2) | Östers         | Påskbergsvallen, Varberg      |                               |
| 15:00 (UTC+1)           | - Tranberg 26' - Carlsson 75' | Reporte              | Westermark 66' | Árbitro(s): Mohammed Al Hakim | Árbitro(s): Mohammed Al Hakim |

- Varbergs venció 4–2 en el resultado global y se mantuvo en la Allsvenskan, Östers permaneció en la Superettan.

## Máximos goleadores
| #  | Futbolista           | Club           | Goles |
| -- | -------------------- | -------------- | ----- |
| 1  | Alexander Jeremejeff | BK Häcken      | 22    |
| 2  | Marcus Antonsson     | IFK Värnamo    | 20    |
| 3  | Marcus Berg          | IFK Göteborg   | 13    |
| 4  | Isaac Kiese Thelin   | Malmö FF       | 12    |
| 4  | Gustav Ludwigson     | Hammarby IF    | 12    |
| 6  | Nahir Besara         | Hammarby IF    | 11    |
| 6  | Pontus Engblom       | GIF Sundsvall  | 11    |
| 6  | Christoffer Nyman    | IFK Norrköping | 11    |
| 6  | Mikkel Rygaard       | BK Häcken      | 11    |
| 10 | Gustaf Norlin        | IFK Göteborg   | 10    |